# Selector battle with WIXOSS
『selector battle with WIXOSS』（セレクター バトル ウィズ ウィクロス）は、スカイリンクとコムシードの共同開発によりAndroid・iOS用アプリとして配信されていたリアルタイムストラテジーである。

## 概要
2014年に放送された日本のテレビアニメ『selector infected WIXOSS』第1期最終話で放送されたテレビCMで製作が発表された。当初はアニメ第2期『selector spread WIXOSS』の放送に合わせて同年秋にiOS・Androidで配信を開始する予定であったが、開発の延期が重なり2015年3月31日にAndroid版のみ配信を開始。2015年3月の締め切り時点で先行登録者数は約13万人。iOS版は同年6月8日に配信を開始した。同年12月21日には、台湾で繁体字中文版（iOS・Androidとも）『選擇感染者 battle with WIXOSS』の配信を開始。
アニメ『selector』シリーズとはタカラトミー発売のトレーディングカードゲーム（TCG）『WIXOSS』にまつわる都市伝説をベースとした世界観を共有しており、ゲームシステムもTCGを意識したものになっているがTCGとの連動要素は特に実装されていなかった。
日本版・繁体字中文版とも、2016年4月25日にサービスを終了した。

## ストーリー
女子中高生の間で流行しているTCG『WIXOSS』。そのプレイヤーキャラクターであるルリグ（LRIG）には稀に意思を持ったカードがあり、そのカードを引き当てたセレクターは『WIXOSS』を使って他のセレクターとのバトルに勝ち続ければあらゆる願いを叶える能力を持った「夢限少女」になれる──そんな都市伝説が存在している。
主人公は幼馴染みの相馬梨々花に薦められて『WIXOSS』を始め、最初に手にしたスターターから意思を持ったルリグを引き当てたことによりセレクターとなったがその直後に梨々花が謎の疾走を遂げてしまう。梨々花の行方を追って行くうちに同じセレクターの狩野千尋や雲上華代らと出会った主人公は、否応なく巻き込まれた「夢限少女」を巡る果てしないバトルの先に何を見出すのだろうか？

## ゲームシステム
導入部のストーリーパートとメインのバトルにより構成されている。ストーリーパートは全25章、各章は4エピソードで構成されており一度クリアしたエピソードは何度でも挑戦可能である。
また、メインのストーリー以外に曜日単位の日替わりで発生する「曜日イベント」がある。

### デッキ
手札から24枚のカードを選び、バトルで使用するデッキを編成する。各カードは強化してレベルを上げることが可能。
ルリグ
プレイヤーのパートナーとして戦うキャラクター。相手のルリグを倒す（頭上に表示されているライフクロスを0にする）ことが勝利条件であり、逆に自分のルリグが倒されるとその時点で敗北となる。白・赤・青の3色があり、それぞれ得意とする戦術や他の色との相性が異なる。
シグニ
ルリグを守護するために戦う精霊のような存在。ルリグと同様に白・赤・青の3色があり、5種類の役割分担が存在する。バトルフィールド上で一度に出せるシグニは5体までだが、シグニが倒された場合は画面下の手札から別のシグニを召喚することが出来る。
アタッカー
敵を近接攻撃する。
シューター
後方から遠距離用の武器で敵を関節攻撃する。
マジシャン
魔法を使って複数の敵を攻撃する。
ディフェンダー
防御力が高く、敵の攻撃から他のシグニを守る。
ヒーラー
ダメージを受けたシグニの体力を回復する。
アーツ
ルリグの必殺技。上手く使えば形勢逆転に繋がる強力な効果を持つが、画面左下のゲージが溜まっていなければ発動しない。
スペル
攻撃もしくは補助用のカード。相手のシグニに直接ダメージを与えるものや防御力を下げたり動きを遅くするものなどがある。

### カードの色
全てのカードは白・赤・青の3色に分類されている（TCGでは他に緑・黒・無色のカードも登場しているが『battle with』では今のところ実装されていない）。
白
初期ルリグは《新月の巫女 サクヤ》。回復重視型。
赤
初期ルリグは《紅羽・零》。速攻重視型。
青
初期ルリグは《コード アリス》。防御力重視型。

### バトル
横スクロールのタワーディフェンス型フィールドで左側がプレイヤー、右側が対戦相手の陣地となっている。どちらか一方のルリグが倒された（ルリグの頭上に表示されているライフクロスが0になった）時点で勝敗が決まる。
画面下の手札はデッキに投入したものがランダムに配置され、TCGと同様に投入したいカードが必ず出て来る訳ではない運の要素が勝敗を左右する場合がある。

## 登場キャラクター
人物名は公式サイトの「character」欄に読み（ローマ字）が記載されている場合はそれに従い、無い場合は省略する。

### セレクター
狩野 千尋（かの ちひろ）
主人公と同じ中学に通い、失踪した相馬梨々花の行方を追う主人公に共感したセレクターの少女。パートナーのルリグはクロエ。
相馬 梨々花（そうま りりか）
主人公の小学校時代からの親友。主人公が『WIXOSS』を始めたのは梨々花に誘われてであったが、主人公がセレクターとなったのと前後して謎の失踪を遂げる。
雲上 華代（うんじょう はなよ）
主人公と同じ中学に通うセレクターの少女。パートナーのルリグはパルテア。義理人情に厚く、特に初心者狩り（ポイントを稼ぐためにゲームのルールを覚えて日が浅いプレイヤーを誘って対戦する行為）に対しては厳しい態度を取っている。
TCGとアニメに登場するあるルリグのセレクター時代であることが、暗に示唆されている。
朝霧 詩乃（あさぎり しの）
主人公と同じ中学に通う演劇部員のセレクター。女優デビューの願いを託してセレクターとなったが、3敗して願いが反転し失声症となってしまう。
天海 小春（あまみ こはる）
主人公と同じ中学に通うセレクター。母親から成績優秀な姉と比べられることに強いコンプレックスを抱いており、志望校合格の願いを託してセレクターとなった。
矢島 志津香
セレクターになったばかりの初心者を狙って勝ち数を稼ぐことを目的とする初心者狩りグループのリーダー。貧しい家庭で両親から日常的に虐待を受けて育った不良少女で「金持ちになりたい」と言う願いを賭けてセレクターとなった。
華代にとっては親友の守田夏菜を陥れて3敗させた仇敵であり、主人公と華代が知り合ったのも華代が初心者狩りグループを追っている渦中でのことであった。
新条 涼夏
志津香を追う主人公たちに路上で遭遇し、初心者狩りグループとの抗争に巻き込まれた人当たりの良い少女。老衰で死んだ飼い犬との再会を賭けてセレクターとなったが、主人公との対戦で3敗してセレクターの資格を失う。しかし、反転しても日常生活にリスクの少ない願いだったためか脱落後もセレクターだった頃の記憶を保持しており、主人公たちと普通にWIXOSSを楽しんでいる。
櫻井 綾子
涼夏の紹介で主人公たちと知り合ったセレクター。パートナーのルリグは紫音。
父子家庭で育ったが父親の再婚後は継母の美奈子を一方的に憎悪しており、その存在を眼前から消し去る願いを賭けてセレクターとなった。
弓矢 神楽
結城麗美の主催で夜の廃校を舞台に繰り広げられるバトルロイヤルの参戦者。その正体はオリジナルの神楽と入れ替わった元ルリグであり「もう一度ルリグになる」願いを賭けて再びセレクターとなった。
結城 麗美
セレクターとルリグにまつわる都市伝説の真相を知る少女。パートナーのルリグはシャノン。
麗美自身は「白窓の部屋」の主である繭と会ったことは無いが、他のセレクターが「夢限少女」となって以降の変化を察知してから情報収集を進めて「夢限少女」の実態を知り「セレクターとルリグの入れ替わりを止めてシステムを破壊する」願いを賭けて戦っている。時には自ら「ルリグと入れ替わるぐらいなら3敗する方がまし」と非常に徹して2敗したセレクターに引導を渡したり、セレクターの絶対数を減らすためにセレクター同士を戦わせるよう仕向けたりもしている。

### ルリグ

#### プレイヤーのルリグ
ゲーム開始時点で3体からランダムで選択される。この際に選ばれなかったルリグは、カードショップで課金アイテムのメダルと引き換えに購入可能。
サクヤ
ゲーム開始時点で3体からランダムで選ばれる白のルリグ。大きな剣を持った金髪の少女の姿をしている。
アーツは敵シグニを一定時間行動不能にする《サン・ライト》。
紅羽
ゲーム開始時点で3体からランダムで選ばれる赤のルリグ。和装で2本のかんざしを髪に差した少女の姿をしている。
アーツは敵シグニへの全体攻撃《飛火夏虫》。
アリス
ゲーム開始時点で3体からランダムで選ばれる青のルリグ。ショートカットでドレスを身にまとった少女の姿をしている。
アーツは味方シグニを一定時間無敵にして攻撃力を上げる《インビジブル・カード》。

#### 他のセレクターのルリグ
クロエ
千尋のパートナーとなった青のルリグ。
パルテア
華代のパートナーとなった赤のルリグ。
紫音
櫻井綾子のパートナーとなった赤のルリグ。
シャノン
結城麗美のパートナーとなった赤のルリグ。

### その他の人物
守田 遼平
カードショップの店長。突然気落ちして家から出なくなってしまった妹を心配している。
イベントのタイムアタックでは3連戦の対戦相手として登場する。
守田 夏菜
遼平の妹で、華代とは小学校時代からの親友。病気で入院中の母親が元気になる願いを託してセレクターとなったが、矢島志津香率いる初心者狩りグループの甘言に騙されて3敗してしまいセレクターの資格を失った。
櫻井 美奈子
綾子の継母。再婚から一貫して夫の連れ子である綾子に敵意を向けられているが、本人は懸命に新しい家庭へ馴染もうとしている。

## 主題歌
やなぎなぎ「Burn Out the ENERGY」（NBCユニバーサル）
作詞・作曲：前山田健一 編曲：サイトウヨシヒロ
シングル「Sweet Track」カップリング曲。テレビCMにも使用された。
「Sweet Track」初回盤には、ゲーム中で使用可能な限定シリアルコードが封入されている。

## 評価
ゲームアプリ関連ニュース・レビューサイト『TAPPLI』では「カードの分類やデッキ構築の基本ルールはオリジナルのWIXOSSのままで、戦闘ルールをアプリ用にうまくアレンジしています。ストーリーの雰囲気もアニメに近いので、原作の世界観や雰囲気を大事にして制作されているのを感じました」とのレビューが投稿されている。